# Battaglia di Breitenfeld (1642)
La Seconda battaglia di Breitenfeld, anche nota come prima battaglia di Lipsia, si svolse il 2 novembre 1642 (secondo il calendario giuliano, 23 ottobre) in Sassonia, vicino a Lipsia, e vide impegnati l'esercito svedese al comando del generale Lennart Torstenson e un'armata imperiale guidata dall'arciduca Leopoldo Guglielmo d'Asburgo e dal principe Ottavio Piccolomini. Come già la prima battaglia di Breitenfeld, lo scontro si risolse in una decisa vittoria svedese, che consegnò di fatto la Sassonia nelle mani degli svedesi e consentì a Torstenson di procedere, negli anni seguenti, ad una vigorosa serie di offensive verso i domini asburgici.

## Eventi che condussero alla battaglia
Con la morte del comandante svedese Johan Banér, il 20 maggio 1641, e la sua sostituzione da parte del generale Torstenson, si aprì una nuova fase offensiva per le forze svedesi in Germania. Procedendo verso est, egli sconfisse le truppe sassoni a Schweidnitz (od. Świdnica), in Slesia, e procedette quindi all'invasione dei domini imperiali della Moravia, occupandone la capitale Olmǘtz (od. Olomouc), che provvide a fortificare, trasformandola in una solida base di operazioni.
Poiché la stessa Vienna sembrava minacciata dall'avanzata svedese, l'Imperatore inviò una forza arruolata appositamente per fermare gli svedesi, forzando Torstenson a retrocedere in Sassonia, dove, dopo un tentativo di assediare Lipsia, fu intercettato dagli imperiali.

## Svolgimento della battaglia
Torstennson, il giorno dello scontro, si trovò in inferiorità numerica, e decise di retrocedere fino al villaggio di Breitenfeld, già sede di un'importante e vittoriosa battaglia per gli svedesi nel 1631. Gli imperiali seguirono gli svedesi, ed entrambi gli eserciti mossero le loro truppe dalle posizioni che occupavano originariamente per rischierarle più vicino al nemico.
Proprio mentre le forze imperiali erano in fase di riorganizzazione dopo lo spostamento, gli svedesi colsero l'attimo favorevole e ordinarono un attacco su larga scala, caricando la linea nemica attraverso un pesante sbarramento di artiglieria. L'impeto dell'assalto, unito alla disorganizzazione delle file imperiali, fu sufficiente a spezzare il fronte avversario; le truppe svedesi, penetrando tra i ranghi imperiali, accerchiarono buona parte delle forze nemiche e spinsero ad una disordinata fuga il resto dell'esercito nemico. La carica, nonostante avesse consegnato agli svedesi la vittoria, era costata pesanti perdite, in gran parte a causa del fuoco dell'artiglieria imperiale.

## Conseguenze
La battaglia provocò la caduta della Sassonia in mano svedese: entro il mese stesso, infatti, la città di Lipsia cadde nelle mani di Tortensson. La conquista della Sassonia, unita alla precedente presa di Olmütz, avevano assicurato agli svedesi una solida base da cui far partire le offensive degli anni seguenti. Queste, unitamente agli sforzi della Francia sul fronte occidentale, avrebbero portato al crollo finale della coalizione imperiale.